# Seria 113 ČD
E 426.0 – lokomotywa elektryczna wyprodukowana w 1973 roku dla kolei czechosłowackich. Elektrowozy wyprodukowane zostały do prowadzenia pociągów pasażerskich oraz towarowych kursujących po zelektryfikowanych liniach kolejowych. Wyprodukowano sześć lokomotyw. Po rozpadzie Czechosłowacji eksploatowane są przez koleje czeskie oznakowane jako Řada 113.